# Luciano Zuccoli
Luciano Zuccoli, pseudonimo di Luciano von Ingenheim (Calprino, 5 dicembre 1868 – Parigi, 26 novembre 1929), è stato uno scrittore, giornalista e romanziere svizzero naturalizzato italiano.

## Biografia
Il conte Luciano Zuccoli von Ingenheim (il cognome italiano era della madre, quello tedesco del padre) nacque in un paesino lacustre del Canton Ticino adiacente a Lugano, che dal 1929 ha assunto il nome di Paradiso. Nell'autobiografia, pubblicata nel 1924, si definiva come «riottoso e prepotente, bevitore e libertino, beffardo e cinico.»
Scrittore del tempo, esponente della letteratura di consumo, fu anche giornalista: a fine Ottocento fondò e diresse per un biennio la Provincia di Modena, poi dal 1903 assunse la direzione del Giornale di Venezia, fuso nel 1906 con la Gazzetta di Venezia di cui fu direttore sino al 1912, succedendo a Ferruccio Macola. Collaboratore del Corriere della Sera vi scrisse note di cronaca, piccole novelle e un romanzo d'appendice: L'occhio del fanciullo.
Il suo libro più importante, con trentamila copie vendute, è Le cose più grandi di lui (1922).
Dopo il suicidio della moglie, si risposò con una donna giovanissima.
Morì nel 1929, in seguito ad una polmonite, a Parigi, dove si era trasferito dal 1927 per seguire le traduzioni in francese delle sue opere.

## Opere
- I lussuriosi, Milano, L. Omodei Zorini Edit., 1893.
- Il designato, Milano, L. Omodei Zorini Edit., 1894.
- La morte d'Orfeo, Milano, Galli, 1896.
- Roberta, Milano, Casa Edit. Brigola di E. Brigola e G. Marco, 1897.
- Il maleficio occulto, Milano-Palermo, Remo Sandron, 1902.
- Ufficiali, sottufficiali, caporali e soldati, Roma, Edizione della Rassegna Internazionale, 1902.
- La vita ironica, Torino-Genova-Venaria Reale, Renzo Streglio e C. Tip. Edit., 1904.
- La compagnia della leggera, Milano, Fratelli Treves, 1907.
- L'amore di Loredana, Milano, Fratelli Treves, 1908.
- Farfui, Milano, Fratelli Treves, 1909.
- Donne e fanciulle, Milano, Fratelli Treves, 1911.
- La freccia nel fianco, Milano, Fratelli Treves, 1913.
- L'occhio del fanciullo, Milano, Fratelli Treves, 1914.
- I piaceri e i dispiaceri di Trottapiano, Milano, Istituto Editoriale Italiano, 1914.
- Vecchie guerre vecchi rancori, Ostiglia, La Scolastica, 1914.
- Novelle prima della Guerra, Milano, Fratelli Treves, 1915.
- L'amore non c'è più, Roma, Tiber Arti grafiche, 1916.
- Baruffa, Roma, Tiber Arti grafiche, 1916.
- La volpe di Sparta, Milano, Fratelli Treves, 1916.
- Romanzi brevi: Casa Paradisi, Il giovane duca, Il valzer del guanto, Milano, Fratelli Treves, 1917.
- L'oro e la donna: pagine di vita, Roma, M. Carra e C. di L. Bellini, 1918.
- Per la sua bocca, Milano, Fratelli Treves, 1918.
- Fortunato in amore, Roma, Casa Ed. M. Carra e C., di L. Bellini, 1919
- La divina fanciulla, Milano, Fratelli Treves, 1920.
- I Drusba, Milano, Vitagliano, 1920.
- Le cose più grandi di lui, Milano, Fratelli Treves, 1922.
- Kif tebbi: romanzo africano, Milano, Fratelli Treves, 1923.
- Il piacere di sognare, Roma, Casa Ed. M. Carra e C., di L. Bellini, 1923.
- Luciano Zuccoli raccontato da Luciano Zuccoli, Milano, Modernissima, 1924.
- La straniera in casa, Milano, Fratelli Treves, 1925.
- La vita elegante, Milano, Treves, 1925.
- Il peccato e le tentazioni, Milano, Fratelli Treves, 1926.
- I ragazzi se ne vanno, Milano, Fratelli Treves, 1927.
- Lo scandalo delle baccanti, Milano, Fratelli Treves, 1928.
- Lo zar non è morto, Roma, Edizione Sapientia, 1929. (Romanzo collettivo, con il "Gruppo dei Dieci")
- Parisiana: aspetti e retroscena di Parigi, Milano, Fratelli Treves, 1930.